# Nikola Batušić
Nikola Batušić (Zagreb, 18. veljače 1938. – Zagreb, 22. siječnja 2010.), bio je hrvatski akademik, književni povjesničar, teatrolog i kazališni kritičar.
Napisao mnoge knjige o kazalištu i povijesti kazališta, među utemeljiteljima je Hrvatskog društva kazališnih kritičara i teatrologa 1969. godine.

## Životopis
Batušićeva obitelj podrijetlom je iz sela Cvetkovića pokraj Jastrebarskog. Njegov se djed oženio u Zlataru i ta grana Batušića ženidbom s kćeri mjesnoga trgovca Idom Metzger 1900. postala je adoptivno zagorska. Nikolin djed Antun Batušić, napustio je zagrebačku bogosloviju i zatim završio pravo. Nikolina mati je poznata romanistica i profesorica francuskog jezika i promicateljica frankofonije Ivana Batušić, kći redatelja Branka Gavelle. Nikola je sinovac teatrologa Slavka Batušića. Otac mu je doktor prava. Sestra mu je Yvonne Vrhovac, sveučilišna profesorica francuskog jezika u Hrvatskoj. Nikolin nećak Radovan je ugledni zagrebački liječnik hematolog. Rođen u Zagrebu, djetinjstvo je Nikola Batušić proveo u Zlataru. Završio je Klasičnu gimnaziju u Zagrebu 1956. godine. Studirao francuski, njemački i komparativnu književnost u Zagrebu, Münsteru i Parizu. Diplomirao je romanistiku i germanistiku na zagrebačkom Filozofskom fakultetu 1961. godine. 1965. godine doktorirao iz književnosti u Zagrebu obranivši disertaciju Uloga njemačkoga kazališta u Zagrebu u hrvatskom kulturnom životu 1840–1860. Od 1963. do 2004. godine bio je profesor (dekan i prodekan) na Akademiji dramske umjetnosti Sveučilišta u Zagrebu.
Kao urednik i priređivač uredio je i priredio dvadesetak knjiga europskih i hrvatskih književnika, poglavito u dvjema najvažnijim književnim edicijama Matice hrvatske, Pet stoljeća hrvatske književnosti i Stoljeća hrvatske književnosti.

## Djela
- Uloga njemačkoga kazališta u Zagrebu u hrvatskom kulturnom životu od 1840. do 1860., Posebni otisak: Rad Jugoslavenske akademije znanosti i umjetnosti, br. 353. JAZU, Odjel za suvremenu književnost, 1968.
- Hrvatska kazališna kritika: (dramska), Matica hrvatska, Zagreb, 1971.
- Drama i pozornica: deset godina hrvatske drame na zagrebačkim pozornicama: (1964-1974), Sterijino pozorje, Novi Sad, 1975.
- Hrvatska drama od Demetra do Šenoe, Nakladni zavod Matice hrvatske, Zagreb, 1976. (2. izd., 1976.)
- Povijest hrvatskoga kazališta, Školska knjiga, Zagreb, 1978. (2. izd. Hrvatski centar ITI, Zagreb, 2019.)
- Gavella: književnost i kazalište, Grafički zavod Hrvatske, Zagreb, 1983.
- Skrovito kazalište: ogledi o hrvatskoj drami, Hrvatsko društvo kazališnih kritičara i teatrologa, Zagreb, 1984.
- Narav od fortune: studije o starohrvatskoj drami i kazalištu, "August Cesarec" - Matica hrvatska, Zagreb, 1991.
- Uvod u teatrologiju, Grafički zavod Hrvatske, Zagreb, 1991.
- Sto godina zgrade Hrvatskoga narodnog kazališta u Zagrebu, Hrvatsko narodno kazalište, Zagreb, 1995. (2. izd., 1996.)
- Trajnost tradicije u hrvatskoj drami i kazalištu, Hrvatska sveučilišna naklada, Zagreb, 1995.
- Studije o hrvatskoj drami, Matica hrvatska, Zagreb, 1999.
- Književni protusvjetovi: poglavlja iz hrvatske moderne, Matica hrvatska, Zagreb, 2001. (suautori Zoran Kravar i Viktor Žmegač)[6]
- Starija kajkavska drama: studije i rasprave, Disput, Zagreb, 2002.
- Na rubu potkove: uspomene, Profil International,  Zagreb, 2006.
- Riječ mati čina: Krležin kazališni krug, Naklada Ljevak, Zagreb, 2007.
- Četiri godišnja doba: memoarski putopisi, Profil multimedija, Zagreb, 2011.

## Priredio, izabrao
- Glumac i kazalište, djelo Branka Gavelle, Sterijino pozorje, Novi Sad, 1967.
- Književnost i kazalište, djelo Branka Gavelle, 1970.
- Pučki igrokazi XIX. stoljeća, Matica hrvatska - Zora, Zagreb, 1973.
- Hrvatsko glumište, djelo Stjepana Miletića, Centar za kulturnu djelatnost, Zagreb, 1978.
- Hrvatska drama 19. stoljeća, Logos, Split, 1986.
- Pasije, Erasmus naklada - Pasionska baština, Zagreb, 1998. (suprireditelj Amir Kapetanović)
- Mislibolesnik iliti Hipokondrijakuš, Disput, Zagreb, 2001.
- Teatrološka čitanka, izabrao Nikola Batušić, Slovo M, Zagreb, 2004.,

## Nagrade
- 1979.: Godišnja nagrada Vladimir Nazor, za knjigu Povijest hrvatskoga kazališta
- 1984.: Kvadrijenalna teatrološka nagrada "Marko Fotez", za knjigu Gavella, književnost i kazalište.
- 2001.: "Nagrada Petar Brečić" HRT-a i Školske knjige Zagreb, za ukupan prinos hrvatskoj teatrologiji.
- 2002.: Nagrada "J. J. Strossmayer", za knjigu Književni protusvjetovi: poglavlja iz hrvatske moderne (zajedno sa Zoranom Kravarom i Viktorom Žmegačem)
- 2002.: Nagrada “Judita” Društva hrvatskih književnika, za knjigu Starija kajkavska drama.
- 2005.: Nagrada Vladimir Nazor za životno djelo.
- 2007.: Nagrada grada Zagreba, za knjigu Na rubu potkove.

## Vanjske poveznice
- Batušić Nikola, akademik, hazu.hr
- Divna Mrdeža Antonina, Nikola Batušić i starokajkavska književnost, Kolo, br. 1, 2011.